# Adelardo Rodríguez
Adelardo Rodríguez (Badajoz, 26 de septiembre de 1939) es un exfutbolista español que jugaba como centrocampista y que desarrolló una larga carrera en el Atlético de Madrid, club en el que es el segundo jugador que más partidos ha disputado en toda su historia con 553.
Fue internacional en catorce ocasiones con la selección española, con la cual participó en dos Mundiales (Chile 1962 e Inglaterra 1966).

## Biografía
Su inicio futbolístico tuvo lugar en equipos de base de su tierra, como el Ferrocarril, el Betis Club Extremeño de Badajoz y el CR Extremadura de Badajoz. Aún en edad juvenil debutaría en Segunda División con el Club Deportivo Badajoz,
En junio de 1959 el Atlético de Madrid disputó en Badajoz un torneo amistoso, y unos días después, Adelardo fichaba por el club rojiblanco por petición del técnico Ferdinand Daučík.
Su debut en Primera División tuvo lugar el 13 de septiembre de ese año, en el partido que disputaron en la primera jornada de la Liga 1959/60 su equipo y la Unión Deportiva Las Palmas en la capital canaria. El Atlético ganó 0-3 y Adelardo fue autor, a los once minutos de juego, del primer gol de los rojiblancos.
En el Atlético permaneció durante diecisiete temporadas, en las que disputó un total de 553 partidos oficiales (401 en Liga) en los que marcó 113 goles (73 en Liga). Es el segundo jugador que más partidos ha vestido la camiseta del Atlético de Madrid en toda la historia.
Con el conjunto rojiblanco ganó tres títulos de Liga y cinco de Copa. Consiguió también una Recopa de Europa (1962), el primer título internacional ganado por el Atlético de Madrid, y una Copa Intercontinental, en 1975.
Tras su retirada, el Atlético de Madrid le tributó un partido homenaje, disputado en el Estadio Vicente Calderón el 1 de septiembre de 1976, encuentro que finalizó con la victoria por un gol a cero del equipo visitante, la Selección de México.
Tras retirarse del fútbol quiso seguir ligado al deporte, militando en el Inter Fútbol Sala con el que consiguió ganar el primer torneo oficial organizado por la Real Federación Española de Fútbol en esta modalidad deportiva. También presidió el Club Deportivo Badajoz, equipo de su ciudad.

### Selección nacional
Adelardo fue internacional un total de 14 veces con la selección de fútbol de España.
Su debut tuvo lugar el 6 de junio de 1962, en el Mundial de Chile, cuando fue alineado por el seleccionador, Pablo Hernández Coronado, en el partido que España disputó ante Brasil, donde cayó derrotada por 2 goles a 1. Adelardo fue el autor del único gol español.
Formó parte de la convocatoria para los partidos de clasificación para la fase final de la Eurocopa de España de 1964, que acabó ganando la Selección española, aunque Adelardo no disputó ningún partido. Sí lo hizo en su segundo Mundial, el de Inglaterra 1966.
Además de en su debut, Adelardo marcó otro gol con la selección, en el partido amistoso disputado ante Escocia en Madrid en junio de 1963.
Durante los ocho años en que fue internacional, cuatro seleccionadores contaron con sus servicios: Pablo Hernández Coronado, José Villalonga, Domingo Balmanya y Ladislao Kubala.
La relación de partidos disputados por Adelardo con España es la siguiente:
| Fecha      | Competición                           | Estadio           | Ciudad                  | Encuentro        | Encuentro | Encuentro         |
| ---------- | ------------------------------------- | ----------------- | ----------------------- | ---------------- | --------- | ----------------- |
| 06/06/1962 | Mundial Chile 1962                    | Sausalito         | Viña del Mar (Chile)    | Brasil           | 2:1       | España            |
| 01/11/1962 | Clasificación Eurocopa España 1964    | Santiago Bernabéu | Madrid                  | España           | 6:0       | Rumania           |
| 02/12/1962 | Amistoso                              | Heysel            | Bruselas (Bélgica)      | Bélgica          | 1:1       | España            |
| 09/01/1963 | Amistoso                              | Camp Nou          | Barcelona               | España           | 0:0       | Francia           |
| 30/05/1963 | Clasificación Eurocopa España 1964    | San Mamés         | Bilbao                  | España           | 1:0       | Irlanda del Norte |
| 13/06/1963 | Amistoso                              | Santiago Bernabéu | Madrid                  | España           | 2:6       | Escocia           |
| 01/12/1963 | Amistoso                              | Mestalla          | Valencia                | España           | 1:2       | Bélgica           |
| 05/05/1965 | Clasificación Mundial Inglaterra 1966 | Dalymount Park    | Dublín (Irlanda)        | Irlanda          | 1:0       | España            |
| 08/12/1965 | Amistoso                              | Santiago Bernabéu | Madrid                  | España           | 0:2       | Inglaterra        |
| 23/06/1966 | Amistoso                              | Riazor            | Madrid                  | España           | 1:1       | Uruguay           |
| 20/07/1966 | Mundial Inglaterra 1966               | Villa Park        | Birmingham (Inglaterra) | Alemania Federal | 2:1       | España            |
| 31/05/1967 | Clasificación Eurocopa Italia 1968    | San Mamés         | Bilbao                  | España           | 2:0       | Turquía           |
| 31/05/1967 | Clasificación Eurocopa Italia 1968    | Eden              | Praga (Checoslovaquia)  | Checoslovaquia   | 1:0       | España            |
| 28/10/1970 | Amistoso                              | La Romareda       | Zaragoza                | España           | 2:1       | Grecia            |

## Clubes
| Club                       | Año       |
| -------------------------- | --------- |
| Club de Fútbol Extremadura | 1956-1957 |
| Club Deportivo Badajoz     | 1957-1959 |
| Atlético de Madrid         | 1959-1976 |

## Títulos

### Campeonatos nacionales
- 3 Ligas: 1965/66, 1969/70 y 1972/73 (Atlético de Madrid).
- 5 Copas:  1960, 1961, 1965, 1972 y 1976 (Atlético de Madrid).

### Copas internacionales
- 1 Copa Intercontinental: 1974 (Atlético de Madrid).
- 1 Recopa de Europa: 1962 (Atlético de Madrid)